# Carazo (departement)
Carazo je jedním z 15 departementů Nikaraguy. Svojí rozlohou patří k menším departementům. Leží jižně od nikaragujského hlavního města Managua na jihovýchodě země při pobřeží Pacifiku.
Departement Carazo je rozdělen na osm částí (Municipio):
1. Diriamba
2. Dolores
3. El Rosario
4. Jinotepe
5. La Conquista
6. La Paz de Carazo
7. San Marcos
8. Santa Teresa